# Province delle Figi
Le province delle Figi costituiscono la suddivisione territoriale di secondo livello del Paese, dopo le divisioni, e ammontano a 14; ciascuna di esse si suddivide a sua volta in distretti.

## Lista
| Provincia      | Capoluogo | Divisione   | Popolazione (2007) | Superficie (km²) |
| -------------- | --------- | ----------- | ------------------ | ---------------- |
| Ba             | Lautoka   | Occidentale | 231 760            | 2 634            |
| Bua            | Nabouwalu | Nord        | 14 176             | 1 379            |
| Cakaudrove     | Savusavu  | Nord        | 49 344             | 2 816            |
| Kadavu         | Vunisea   | Orientale   | 10 167             | 478              |
| Lau            | Lakeba    | Orientale   | 10 683             | 487              |
| Lomaiviti      | Levuka    | Orientale   | 16 461             | 411              |
| Macuata        | Labasa    | Nord        | 72 441             | 2 004            |
| Nadroga-Navosa | Sigatoka  | Occidentale | 58 387             | 2 385            |
| Naitasiri      | Vunidawa  | Centrale    | 160 760            | 1 666            |
| Namosi         | Namosi    | Centrale    | 6 898              | 570              |
| Ra             | Rakiraki  | Occidentale | 29 464             | 1 341            |
| Rewa           | Suva      | Centrale    | 100 787            | 272              |
| Serua          | Navua     | Centrale    | 18 249             | 830              |
| Tailevu        | Nausori   | Centrale    | 55 692             | 955              |